# アブディ・アシルタ
アブディ・アシルタ（Abdi-Aširta, Abdi-Ashirta, Abdi-Aschirta ないし Abdi-Ašratu)は、南シリアのアムル王国（→アムル人）の君主。治世は前14世紀（1380年前後？）。とりわけ、このエジプト管理自治州アムルの首邑スムル（シミュラとも）の責任を担った。
当時エジプト新王国／エジプト第18王朝時代。シリア地方には無数の小王国が分立していた。ハラブ（アレッポ）、ウガリト、アララハ、エブラ、カトナ、カデシュ、グブラ（ビブロス）、ダマスカス、ウルサリム（エルサレム）そして、アムルなどである。
アマルナ文書には、「エジプトの臣下」と称しながらヒッタイト王シュッピルリウマ1世と結ぶアブディ・アシルタを警戒するようにとアメンホテプ3世やアメンホテプ4世（エクナトン）宛てにしたためた、ビブロス王リブ・アッダ（アディとも。治世前約1375年から1355年頃）の書簡が見られる。
なお、アブディ・アシルタの死についても、アマルナ文書中のエクナトン宛てリブ・アッダ書簡 EA 101に言及あり。アブディ・アシルタの後継者はその子ら、プバフラ、ニクメパ、アズィルである。